# Alien Nine
Alien Nine (яп. エイリアン9, Eirian Nain, дослівно укр. Прибулець 9 / Прибулець Дев'ять) — манґа Хітоші Томідзави, опублікована в журналі «Young Champion» в 1998—1999 роках і згодом зібрана у три томи видавництвом Akita Shoten. 2001 року вийшло чотири OVA-серії. 2003 року Хітоші Томідзава написав однотомне продовження манґи — «Alien 9 Emulators».

## Сюжет
Дія сюжету розгортається в Японії альтернативного світу 2010-х. Падіння іншопланетних кораблів стали буденною справою. У кожній установі існують відповідальні за контроль прибульців. Не є вийнятоком і школи, де на цю роль щороку виділяють по одному учню від кожного класу. Дія сюжету починається в початковій школі № 9, з визначення такого відповідального у класі Отані Юрі. Яку, власне, й обирають.

## Головні персонажі
Юрі Отані (яп. 大谷ゆり, Otani Yuri) — звичайна шестикласниця-тишко, волею долі вимушена боротися з прибульцями.
Сейю: Джюри Іхата
Кумі Кавамура (яп. 川村くみ, Kawamura Kumi) — шестикласниця. Рано втратила батька, у зв'язку з чим стала досить самостійною і допомагала матері-вдові пережити важкі часи допомагаючи їй з письменницькою діяльністю.
Сейю: Каорі Сімідзу
Касумі Томіне (яп. 遠峰かすみ, Tōmine Kasumi) — талановита шестикласниця, захоплюється грою на фортепіано, балетом і сьоґі. Чудово катається на роликових ковзанах. Найактивніший член Загону Протидії Прибульцями. Має брата, якого вона дуже любить (під час подій сюжету він навчається за кордоном).
Сейю: Норіко Шітая
Меґумі Хісакава (яп. 久川めぐみ, Hisakawa Megumi) — шкільна вчителька та координатор шкільного Загону Протидії Прибульцям.
Сейю: Ая Хісакава
Мію Тамакі (яп. 珠木美佑, Tamaki Miyu) — шестикласниця і добра подруга Юрі.
Сейю: Манамі Накаяма
Богу (яп. ボウグ, Bōgu) — симбіотична форма життя, якій необхідний господар для співіснування. Надає носієві захист в обмін на їжу.
Сейю: Рюсей Накао

### Інші персонажі
Мати Юрі
Сейю: Юко Като
Хіроші Іванамі (яп. 岩波 ひろし, Hiroshi Iwanami) — звичайний учень, що зустрів прибульця.
Сейю: Юко Санпеї
Директор школи
Сейю: Рей Сакума
Єллоу Найф (англ. «Yellow Knife» – Жовтий ніж) — прибулець рослинного типу. Славиться своїми захисними механізмами. Згідно деяких даних, придатний у їжу.
Сейю: Акіра Ішіда

## Манґа

### Alien Nine
| - «Операція 1: Юрі» (англ. Operation 1: Yuri) - «Операція 2: Кумі» (англ. Operation 2: Kumi) - «Операція 3: Касумі» (англ. Operation 3: Kasumi) - «Операція 4: Пані Хісакава» (англ. Operation 4: Ms. Hisakawa) - «Операція 5: Прибульці приземлилися сьогодні» (англ. Operation 5: Alien Landing Today) - «Операція 6: Ланцюгова атака» (англ. Operation 6: A Chain Attack) - «Операція 7: Хранитель прибульців» (англ. Operation 7: Alien Keeper) - «Операція 8: Гіперзростання» (англ. Operation 8: Hyper-Growth) - «Операція 9: Літня відпустка» (англ. Operation 9: Summer Vacation) - «Операція 10: Другий семестр починається» (англ. Operation 10: Second Semester Begins) |

| - «Операція 11: Жовтий Ніж» (англ. Operation 11: The Yellow Knife) - «Операція 12: Розріз» (англ. Operation 12: Incision) - «Операція 13: Наодинці» (англ. Operation 13: All Alone) - «Операція 14: Спасіння Касумі» (англ. Operation 14: Rescuing Kasumi) - «Операція 15: Інцидент Кумі» (англ. Operation 15: The Kumi Incident) - «Операція 16: Відбудова» (англ. Operation 16: Reconstruction) - «Операція 17: Інцидент Юрі» (англ. Operation 17: The Yuri Incident) - «Операція 18: Ліс космічних кораблів» (англ. Operation 18: The Forest of Spaceships) - «Операція 19: Виверження» (англ. Operation 19: Gushing Out) - «Операція 20: Ринок» (англ. Operation 20: The Market) |

| - «Операція 21: Третій семестр починається» (англ. Operation 21: Third Semester Begins) - «Операція 22: Ви не зупините мене!» (англ. Operation 22: You Can't Stop Me!) - «Операція 23: Дурненька Юрі» (англ. Operation 23: Yuri the Fool) - «Операція 24: Спробуй цього хлопчину» (англ. Operation 24: Try This Little Guy) - «Операція 25: Розкрий вікно» (англ. Operation 25: Open the Window) - «Операція 26: Годі втручатися!» (англ. Operation 26: Stop Interfering!) - «Операція 27: Помічник» (англ. Operation 27: The Helper) - «Операція 28: Команда прибульців» (англ. Operation 26: Stop Interfering!) - «Операція 29: Хто Я?» (англ. Operation 29: Who Am I?) - «Операція 30: Назад до нормального» (англ. Operation 30: Back to Normal) |

### Alien 9 Emulators
| № | Дата виходу       | ISBN               |
| --- | ----------------- | ------------------ |
| 1 | травень 2003 року | ISBN 9784253231022 |
| \| - «Задум 1: Новий світ» (англ. Plan 1: A New World) - «Задум 2: Чужий 9» (англ. Plan 2: Alien 9) - «Задум 3: Касумі — Жовтий ніж» (англ. Plan 3: Kasumi the Yellow Knife) - «Задум 4: Кумі та Юрі» (англ. Plan 4: Kumi and Yuri) - «Заключний задум 5: Вищі симбіоти» (англ. Final Plan 5: Ultimate Symbiotes) - «Особливий задум 1: Троє придатних дівчат» (англ. Special Plan 1: Three Fit Girls) - «Пекло прибульців» (англ. Alien Hell) - «Особливий задум 2: Мабуть, жоден з нас не є дурнем» (англ. Special Plan 2: Maybe None of Us are Fools) \| |                   |                    |
| - «Задум 1: Новий світ» (англ. Plan 1: A New World) - «Задум 2: Чужий 9» (англ. Plan 2: Alien 9) - «Задум 3: Касумі — Жовтий ніж» (англ. Plan 3: Kasumi the Yellow Knife) - «Задум 4: Кумі та Юрі» (англ. Plan 4: Kumi and Yuri) - «Заключний задум 5: Вищі симбіоти» (англ. Final Plan 5: Ultimate Symbiotes) - «Особливий задум 1: Троє придатних дівчат» (англ. Special Plan 1: Three Fit Girls) - «Пекло прибульців» (англ. Alien Hell) - «Особливий задум 2: Мабуть, жоден з нас не є дурнем» (англ. Special Plan 2: Maybe None of Us are Fools)       |                   |                    |

## Аніме

### Список серій
| № | Назва | Дата випуску      |
| - | --- | ----------------- |
| 1 | Загін протидії прибульцям школи №9 (англ. 9th Elementary Anti-Alien Squad) «Dai Kyū Shōgakkō Eirian Taisaku Gakari» (第９小学校 エイリアン対策係) | 25 червня 2001    |
| 2 | Нудьга, Космічні кораблі, Нестримне зростання (англ. Boredom, Spaceship and Overgrowth) «Taikutsu Uchūsen ka Seichō» (退屈 宇宙船 過成長)         | 25 вересня 2001   |
| 3 | Літні канікули, Богу, Безвихідь (англ. Summer Vacation, Borg and Death) «Natsuyasumi Bōgu Zetsumei» (夏休み ボウグ 絶命)                          | 25 листопада 2001 |
| 4 | Кінець початку (англ. The End of the Beginning) «Hajimari no Owari» (始まりの終わり)                                                              | 25 лютого 2002    |